# الیاس ملایف
الیاس مَلایِف (زاده ۱۲ ژانویه ۱۹۳۶ (۲۱ دی ۱۳۱۴) - درگذشته ۲ مه ۲۰۰۸ (۱۳ اردیبهشت ۱۳۸۷)) (فارسی‌تاجیکی: Илёс Маллаев، روسی: Ильяс Малаев ، ازبکی: Илёс Маллаев) خواننده، نوازنده و شاعر ازبکستانی بود.

## زندگی و مرگ
ملایف در ماری (آن زمان در جمهوری سوسیالیستی شوروی ترکمنستان، اکنون در ترکمنستان ) در یک خانواده یهودی بخارایی متولد شد و در شهر کته‌قورغان ازبکستان در نزدیکی بخارا بزرگ شد. نام پدرش افرایم ملایف و نام مادرش یلیزاوتا ملایف بود. او نواختن تار، تنبور و همچنین ویولن را آموخت و خود را در سبک شش‌مقام غرق کرد. در سال ۱۹۵۱ به تاشکند کوچید و در آن‌جا با گروه‌های مختلف و با پشتیبانی مالی دولت، برنامه اجرا کرد. با اجرای برنامه‌های طنز، آوازها، شعرهای خود و گزیده‌های شش‌مقام محبوب شد. ده‌ها هزار هوادار در نمایش‌های استادیومی وی شرکت کردند. وی بعدها «هنرمند ارجمند اتحاد جماهیر شوروی ازبکستان» لقب گرفت.
در سال ۱۹۹۴، پس از فروپاشی اتحاد جماهیر شوروی، ملایف به ایالات‌متحده مهاجرت کرد و در آنجا به همراه هزاران یهودیِ بخارایی دیگر در کویینز،شهر نیویورک اقامت گزید. اگرچه او از شهرت فراوانی در ازبکستان برخوردار بود، اما ملایف دیگر قادر به انتشار شعرهای خود در وطن خود نبود. محدودیتی که وی گمان می‌کرد یا به دلیل یهودستیزی یا دیوان‌سالاری فرهنگی شوروی بود. در ۱۵ نوامبر ۲۰۰۱ به وی تابعیت ایالات‌متحده اعطا شد.
ملایف در ۲ مه سال ۲۰۰۸، در سن ۷۲ سالگی، پس ازابتلا به سرطان لوزالمعده درگذشت.
در تاریخ ۲۹ مه ۲۰۱۱، کنسرت افتخاری برای بزرگداشت ۷۵ سالگی الیاس در کویینز نیویورک برگزار شد که در آن هنرمندان یهودی بخارایی و ازبکستانی به او ادای احترام کردند.

## نمونه اشعار
| یار نشست وقت طرب، با صد پری‌رو یک طرف   |  | صد پری‌رو یک طرف، برق رخ او یک طرف     |
| تازه کرد جان و دلم را نکهت آن خال و خط |  | خال خوشبو یک طرف، با خُلق دلجو یک طرف  |
| دامن عقل و هوشم را می‌کشد بی‌اختیار      |  | طاق ابرو یک طرف، زنجیر گیسو یک طرف    |
| از خجالت اُفتیدَند آنگه که او کرد ناله‌ای |  | تار هندو یک طرف، مرغِ سخنگو یک طرف     |
| تا به کِی ممنون شود از نعمت لب‌های تو    |  | جام لیمو یک طرف، شخص جفاجو یک طرف     |
| قیمت مِهرِ دلم را زیرِ پا کردم به یک      |  | یارِ بدخو یک طرف، اغیار بی‌رو یک طرف    |
| گفتمش الیاس کجا منزل کند؟ خندید و گفت: |  | گوشه‌ی جو یک طرف، چهار دامن کوه یک طرف |